# Tracker (альбом)
Tracker — восьмой сольный студийный альбом британского певца, гитариста и композитора Марка Нопфлера. Альбом выпущен 16 марта 2015 года (в Северной Америке 17 марта).

## Релиз
Альбом вышел на CD, двойном виниле, делюксовом CD-издании с четырьмя бонус-треками, а также в виде лимитированного бокс-сета, включающего CD, винил, бонусный CD с шестью дополнительными треками и DVD с коротким фильмом о создании альбома.
Цифровые продажи открыты на iTunes.

## Об альбоме
«Название альбома родилось из моих попыток расставить метки во времени, оглядываясь на людей, места и вещи из моего прошлого. А ещё из трекинга — записи треков в студии», — говорит Нопфлер. Некоторые песни автор посвятил своим литературным кумирам: поэту-модернисту Бэзилу Бантингу («Basil») и писательнице Берил Бейнбридж («Beryl»).

## Турне
Концертный тур в поддержку альбома — Tracker Tour — должен стартовать 15 мая 2015 года в Дублине, Ирландия. В рамках турне запланировано 85 концертов в Европе и Северной Америке. Гастроли планируется завершить 31 октября 2015 года в Форт-Лодердейле, Флорида, США.

## Список композиций
Слова и музыка всех песен — написаны Марком Нопфлером.
| №                   | Название                                 | Длительность |
| ------------------- | ---------------------------------------- | ------------ |
| 1.                  | «Laughs and Jokes and Drinks and Smokes» | 6:41         |
| 2.                  | «Basil»                                  | 5:45         |
| 3.                  | «River Towns»                            | 6:17         |
| 4.                  | «Skydiver»                               | 4:39         |
| 5.                  | «Mighty Man»                             | 5:55         |
| 6.                  | «Broken Bones»                           | 5:30         |
| 7.                  | «Long Cool Girl»                         | 5:06         |
| 8.                  | «Lights of Taormina»                     | 6:09         |
| 9.                  | «Silver Eagle»                           | 5:02         |
| 10.                 | «Beryl»                                  | 3:11         |
| 11.                 | «Wherever I Go»                          | 6:27         |
| Общая длительность: | Общая длительность:                      | 60:42        |

## Участники
- Марк Нопфлер — вокал, гитары, мандолина
- Гай Флетчер (Guy Fletcher) — клавишные, бас, укулеле, вокал
- Рут Муди (Ruth Moody) — вокал
- Брюс Молски (Bruce Molsky) — фиддл, ритм-гитара, вокал
- Джон Маккаскер (John McCusker) — фиддл, цитра
- Майк Макголдрик (Mike McGoldrick) — флейты
- Фил Каннингем (Phil Cunningham) — аккордеон
- Гленн Уорф (Glenn Worf) — бас
- Ян Томас (Ian Thomas) — ударные
- Найджел Хитчкок (Nigel Hitchcock) — саксофон
- Том Уолш (Tom Walsh) — труба

## Чарты
| Чарт (2015)                         | Пиковая позиция |
| ----------------------------------- | --------------- |
| Австралия (ARIA)                    | 12              |
| Австрия (Ö3 Austria)                | 1               |
| Бельгия/Фландрия (Ultratop)         | 1               |
| Бельгия/Валлония (Ultratop)         | 3               |
| Дания (Hitlisten)                   | 1               |
| Нидерланды (Album Top 100)          | 1               |
| Финляндия (Suomen virallinen lista) | 5               |
| Франция (SNEP)                      | 6               |
| Германия (Media Control)            | 1               |
| Венгрия (MAHASZ)                    | 5               |
| Ирландия (IRMA)                     | 5               |
| Италия (Classifica album)           | 3               |
| Новая Зеландия (RMNZ)               | 4               |
| Норвегия (VG-lista)                 | 1               |
| Португалия (AFP)                    | 2               |
| Испания (PROMUSICAE)                | 2               |
| Швеция (Sverigetopplistan)          | 3               |
| Швейцария (Schweizer Hitparade)     | 2               |
| Великобритания (UK Albums Chart)    | 3               |
| США (Billboard 200)                 | 14              |
| США (Billboard Folk Albums)         | 1               |